# Lengeder Teiche
Koordinaten: 52° 12′ 31″ N, 10° 20′ 6″ O

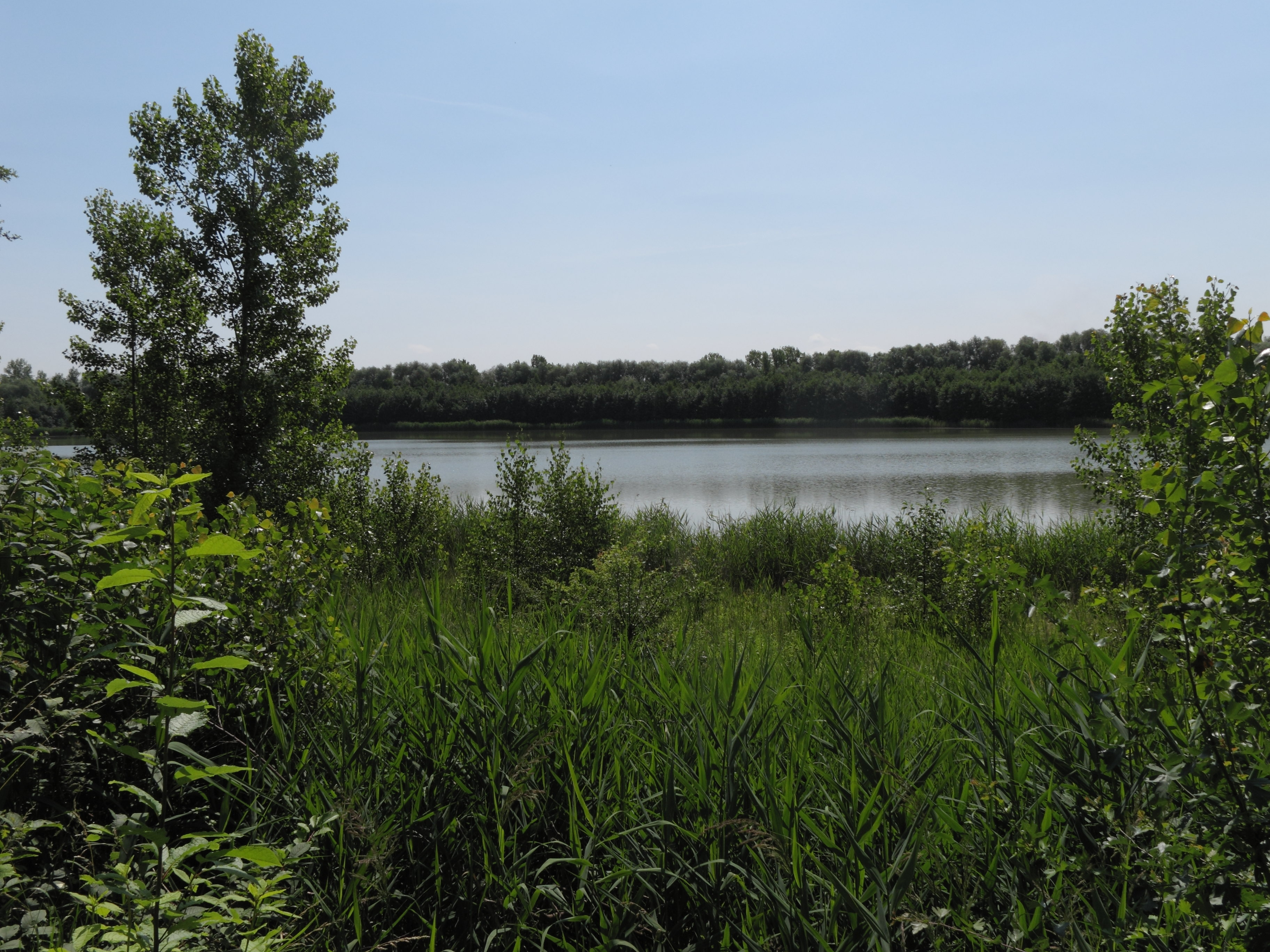
Klärteich 8, einer der Lengeder Teiche

Als Lengeder Teiche werden die wassergefüllten Tagebaurestlöcher der Eisenerzgrube Mathilde im niedersächsischen Ort Lengede im Landkreis Peine bezeichnet. Hier wurde Eisenstein abgebaut.
Mehrere der Teiche befinden sich im Naturschutzgebiet Lengeder Teiche, einige liegen im Landschaftsschutzgebiet „Lengede-Broistedt“.

## Entstehung
Als die Tagebaue ausgeerzt waren, wurde das Erz im Tiefbau abgebaut. Es entstand ein großes untertägiges Streckennetz. So waren Mitte des 20. Jahrhunderts direkt über Lengede die Fördergerüste der Schächte Anna (1912–1959) und Mathilde (1921–1977) zu sehen. Nach der Einstellung der Förderung wurden die Restlöcher geflutet.
Unweit der Teiche befindet sich der Seilbahnberg, die Abraumhalde der Gruben Anna und Mathilde.

## Grubenunglück
Unter einem dieser Teiche befinden sich die Überreste des Klärteichs 12. Etwa 500.000 m³ Wasser dieses Klärteichs liefen am 24. Oktober 1963 gegen 20.00 Uhr in  das Bergwerk und verursachten das Grubenunglück von Lengede. Nach 14 Tagen wurden noch elf Bergleute aus dem „Alten Mann“ gerettet, was als Wunder von Lengede bekannt wurde.